# Echelus myrus
Echelus myrus är en fiskart som först beskrevs av Carl von Linné 1758.  Echelus myrus ingår i släktet Echelus och familjen Ophichthidae. Inga underarter finns listade i Catalogue of Life.